# Communauté de communes de la Costa Verde
La communauté de communes de la Costa Verde est une communauté de communes française, située dans le département de la Haute-Corse.
« Costa verde » est le nom donné à la bande littorale comprise entre la Castagniccia et la mer, approximativement entre le fleuve Golo au nord et la plaine orientale au sud.

## Historique
- 14 décembre 2006 : modification des statuts
- 10 octobre 2006 : élection d'un vice-président
- 4 mars 2003 : modification de la représentation des communes au conseil de la communauté
- 12 juin 2002 : refonte des statuts
- 8 juin 2001 : la Communauté de communes de Moriani Tavagna prend la dénomination de Communauté de communes de la Costa Verde
- 13 décembre 2000 : extension du périmètre de la communauté de communes
- 4 décembre 2000 : modification de la représentation des communes au conseil de la communauté
- 4 septembre 2000 : modification de la composition du conseil de la communauté de communes
- 28 décembre 1992 : création de la Communauté de communes de Moriani Tavagna

## Territoire communautaire

### Composition

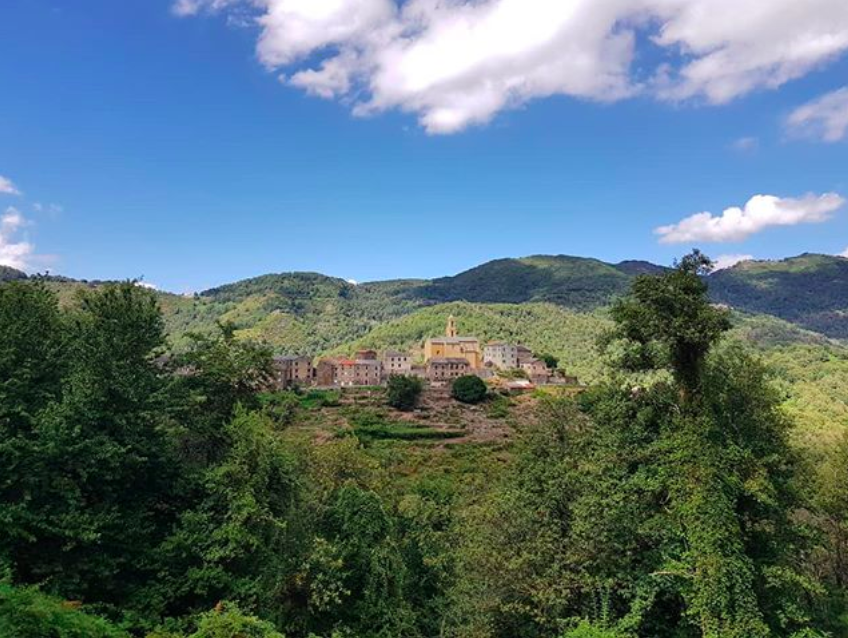
Paysage de Costa Verde et le village de Pietricaggio, dans la vallée d'Alesani.

L'église paroissiale Sainte-Lucie de Talasani en Tavagna.

La communauté de communes est composée des 23 communes suivantes :

| Nom                       | Code Insee | Gentilé          | Superficie (km2) | Population (dernière pop. légale) | Densité (hab./km2) |
| ------------------------- | ---------- | ---------------- | ---------------- | --------------------------------- | ------------------ |
| San-Nicolao (siège)       | 2B313      |                  | 7,73             | 2 048 (2022)                      | 265                |
| Cervione                  | 2B087      | Cervionais       | 11,45            | 2 161 (2022)                      | 189                |
| Felce                     | 2B111      | Filigiaschi      | 4,67             | 52 (2022)                         | 11                 |
| Novale                    | 2B179      |                  | 4,88             | 58 (2022)                         | 12                 |
| Ortale                    | 2B194      | Ortalais         | 4,06             | 25 (2022)                         | 6,2                |
| Perelli                   | 2B208      | Perellais        | 6,21             | 109 (2022)                        | 18                 |
| Pero-Casevecchie          | 2B210      |                  | 4,71             | 111 (2022)                        | 24                 |
| Piazzali                  | 2B216      |                  | 0,78             | 19 (2022)                         | 24                 |
| Pietricaggio              | 2B227      |                  | 5,44             | 32 (2022)                         | 5,9                |
| Piobetta                  | 2B234      |                  | 4,81             | 18 (2022)                         | 3,7                |
| Poggio-Mezzana            | 2B242      | Poggio-Mezzanais | 8,9              | 823 (2022)                        | 92                 |
| San-Giovanni-di-Moriani   | 2B302      |                  | 10,19            | 97 (2022)                         | 9,5                |
| San-Giuliano              | 2B303      |                  | 23,93            | 787 (2022)                        | 33                 |
| Sant'Andréa-di-Cotone     | 2B293      | Cotonais         | 8,91             | 197 (2022)                        | 22                 |
| Santa-Lucia-di-Moriani    | 2B307      |                  | 6,22             | 1 517 (2022)                      | 244                |
| Santa-Maria-Poggio        | 2B311      | Poghjulacci      | 10,28            | 798 (2022)                        | 78                 |
| Santa-Reparata-di-Moriani | 2B317      |                  | 9,12             | 56 (2022)                         | 6,1                |
| Taglio-Isolaccio          | 2B318      | Taglincchi       | 11,47            | 609 (2022)                        | 53                 |
| Talasani                  | 2B319      | Talasanais       | 10,09            | 842 (2022)                        | 83                 |
| Tarrano                   | 2B321      | Tarranais        | 3,83             | 16 (2022)                         | 4,2                |
| Valle-d'Alesani           | 2B334      |                  | 9,59             | 118 (2022)                        | 12                 |
| Valle-di-Campoloro        | 2B335      |                  | 5,6              | 341 (2022)                        | 61                 |
| Velone-Orneto             | 2B340      |                  | 12,34            | 105 (2022)                        | 8,5                |

### Démographie
| 1968  | 1975  | 1982  | 1990  | 1999  | 2008  | 2013  | 2019   |
| ----- | ----- | ----- | ----- | ----- | ----- | ----- | ------ |
| 5 937 | 5 740 | 5 896 | 6 911 | 7 739 | 8 776 | 9 477 | 10 725 |

## Administration

### Siège
Le siège de la communauté de communes est situé à San-Nicolao.

### Compétences
- Aménagement de l'espace
  - Prise en considération d'un programme d'aménagement d'ensemble et détermination des secteurs d'aménagement au sens du code de l'urbanisme (à titre facultatif)
  - Schéma de cohérence territoriale (SCOT) (à titre obligatoire)
- Développement et aménagement économique
  - Action de développement économique (Soutien des activités industrielles, commerciales ou de l'emploi, soutien des activités agricoles et forestières…) (à titre obligatoire)
  - Tourisme (à titre obligatoire)
- Développement et aménagement social et culturel
  - Activités périscolaires (à titre facultatif)
  - Construction ou aménagement, entretien, gestion d'équipements ou d'établissements culturels, socioculturels, socioéducatifs, sportifs (à titre optionnel)
- Environnement
  - Collecte et traitement des déchets des ménages et déchets assimilés (à titre optionnel)
  - Politique du cadre de vie (à titre optionnel)
  - Protection et mise en valeur de l'environnement (à titre optionnel)
- Logement et habitat
  - Amélioration du parc immobilier bâti d'intérêt communautaire (à titre optionnel)
  - Opération programmée d'amélioration de l'habitat (OPAH) (à titre optionnel)
  - Politique du logement social (à titre optionnel)
- Voirie - Création, aménagement, entretien de la voirie (à titre optionnel)

### Sources
- Le splaf - (Site sur la Population et les Limites Administratives de la France)
- La base aspic de la Haute-Corse - (Accès des Services Publics aux Informations sur les Collectivités)